# Guldnålen
Guldnålen är en hedersutmärkelse som föreningen Jazz i Malmö årligen delar ut till en eller flera mottagare som gjort kreativa och innovativa insatser för att främja jazzen i Malmöregionen.

## Mottagare
- 2010 – sångaren Miriam Aïda och blåsaren Fredrik Kronkvist[1]
- 2011 – bandledaren och kompositören Helge Albin[2]
- 2012 – saxofonisten och kompositören Cennet Jönsson[3]
- 2013 – sångaren Almaz Yebio
- 2014 – trombonisten Ola Åkerman
- 2015 – Ingen utdelning
- 2016 – pianisten Maggi Olin
- 2017 – trumpetaren Anders Bergcrantz
- 2018 – gitarristen Anders Lindvall
- 2019 – saxofonisten Sofi Hellborg
- 2020 – basisten Johnny Åman[4]
- 2021 –  På grund av pandemin delades ingen Guldnål ut 2021.
- 2022 – kompositören Anna-Lena Laurin[5]
- 2023 – pianisten Jan Lundgren
- 2024 – sångerskan Elisabeth Melander